# قوات الصاعقة البرية الأمريكية
قوات الصاعقة البرية الأمريكية (بالإنجليزية: American Ground Forces) هي قوات المُشاة الخاصة في القوات البَرّية الأمريكية، تخدم في وحدات بالقوات البرية الأمريكية أو يتخرجون من مدرسة الصاعقة بالجيش الأمريكي، تم استخدام مصطلح «صاعقة» لأول مرة في أمريكا الشمالية مع بداية القرن السابع عشر، ولكن لم يتم إرسال أول مجموعة صاعقة رسميًا في الحروب حتى حرب الملك فيليب عام 1676 ثم تم استخدامها في الحروب الفرنسية والهندية الأربعة، كما حاربت قوات الصاعقة في الثورة الأمريكية وحرب 1812 والحرب الأهلية الأمريكية.
وشاركت كتائب قوات الصاعقة الحديثة الست في الحروب في عدد من الدول منها: كوريا وفيتنام وأفغانستان والعراق، وشاركت أيضاً في العديد من المهمات مثل حرب بنما ومعركة غرناطة، ومن بين كتائب الصاعقة العاملة الآن، هناك كتيبتان في الخدمة منذ تجديدها عام 1974، الكتيبة الأولى والثانية، وتم تجديد كتيبة الصاعقة الثالثة ومقار الفوج الخامس والسبعين لقوات الصاعقة عام 1984.
إن الفوج الخامس والسبعين لقوات الصاعقة في الوقت الحالي يُشكّل قوات قتال المُشاة الخفيفة، داخل قيادة العمليات الخاصة بالقوات البرية للولايات المتحدة (قيادة العمليات الخاصة للجيش الأمريكي). وترجع نشأة فوج قوات الصاعقة من ثلاث إلى ست كتائب تشكلّت في الحرب العالمية الثانية، وإلى الوحدة المركّبة رقم 5307 (المؤقتّة) - المعروفة بإسم "قوات غزاة ميريل ثم أعيد تسميتها لتصبح وحدة المشاة 475، ثم مرة أخرى إلى المشاة 75.
ولواء تدريب قوات الصاعقة (RTB) - الواقع مقره في فورت بنج - جورجيا، هو منظمة فرعية من القوات البرية للولايات المتحدة من قيادة التدريب والتعليم (TRADOC) وهي منفصلة عن فوج قوات الصاعقة 75، ولقد خدم هذا الفوج تحت أسماء مختلفة وفي أقسام عسكرية مختلفة منذ الحرب العالمية الثانية، وتدير مدرسة الصاعقة لواء تدريب قوات الصاعقة. ويشترط اجتياز هذه الدورة التدريبية التي تستمر 61 يومًا بنجاح ليصبح جندي صاعقة مؤهلًا ويتمكن من ارتداء شارة الصاعقة.

## الفترة الاستعمارية

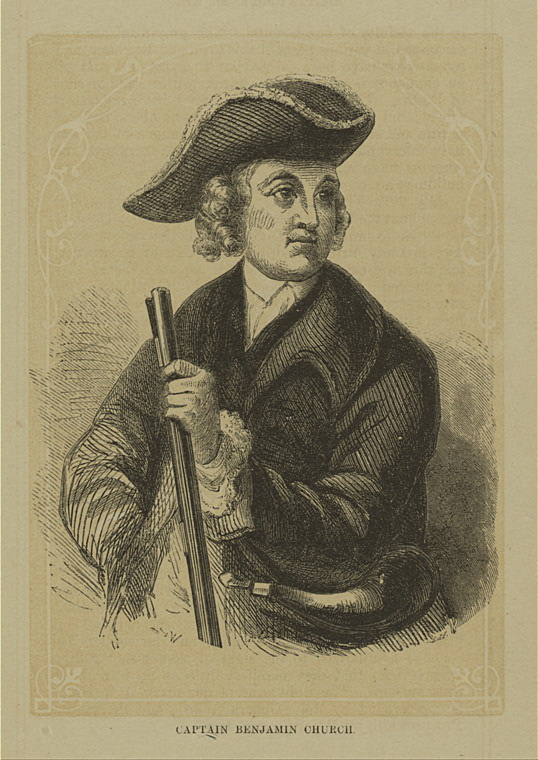
العقيد بنيامين تشرش: مؤسس قوات الصاعقة الأمريكية

لقد خدمت قوات الصاعقة في أمريكا الشمالية في حروب القرن السابع عشر والثامن عشر بين المستعمرين وقبائل الهنود الحمر. فلم يكن المجندون البريطانيون معتادين على حروب الحدود ومن ثم تم تشكيل جماعات الصاعقة. وكانت قوات الصاعقة تضم جنودًا بدوام كامل جندتهم الحكومات الاستعمارية لعمل دوريات بين التحصينات الثابتة على الحدود في عمليات استطلاعية تقدم تحذيرات أولية بالغارات. وفي العمليات العنيفة، كانت تلك الجنود تعمل كأدلة وكشافة يتمركزون في القرى والأهداف الأخرى لقوة المهام القادمة الجماعات المسلحة أو القوات الاستعمارية الأخرى.
في أمريكا الشمالية، "كان أول ذكر لعمليات الصاعقة للكابتن "جون رورات سميث" الذي كتب عام 1622، "عندما كان لديه عشرة رجال قادرين على السفر للخارج، كانت ثروتنا العامة قوية جدًا: وبهذا العدد تمكنت من غزو تلك الدولة غير المعروفة لمدة 14 أسبوعًا."

## وصلات خارجية
- http://www.goarmy.com/life/ranger_school.jsp?ref=http://www.sgtstar.com/agent.aspx
- http://etd.lib.fsu.edu/theses_1/available/etd-07112005-223056/unrestricted/02_amq_textC.pdf نسخة محفوظة 12 مارس 2012 على موقع واي باك مشين.
- PassRanger.com – a resource for those preparing to attend the US Army Ranger School
- Photographic history of 1st Air Cavalry Division Lurp / Rangers in the Vietnam 1968
- Ranger Hall of Fame
- الفيلم القصير Big Picture: Ranger Ready متوفر للتحميل من موقع أرشيف الإنترنت [المزيد]

## قراءات أخرى
- Black، Robert W. (2009). Ranger Dawn: the American Ranger from the Colonial Era to the Mexican War. Pennsylvania: Stackpole Books. ISBN:978-0-8117-3600-8.
- Boatner، John M. (1976). Military Customs and Traditions. Westport Connecticut: Greenwood Press.
- Grenier, John. (2005). The First Way of War: American War Making on the Frontier. Cambridge University Press.
- Indian Narratives. (1854). Claremont, New Hampshire. Tracy and Brothers.
- Johnson، Frank (2001). Diary of an Airborne Ranger: A LRRPs year in the Combat Zone. New York: Ballantine Books. ISBN:978-0-8041-1880-4.
- Lewis، Jon E.، المحرر (2004). The Mammoth Book of Special Forces: True Stories of the Fighting Elite Behind Enemy Lines. Philadelphia: Running Press. ISBN:978-0-7867-1427-8.
- McManners، Hugh (2006). Ultimate Special Forces: The Insiders Guide to the World's Most Deadly Commandos. New York: DK Publishing. ISBN:978-0-7566-1898-8.
- Nadler، John (2006). A Perfect Hell: The True Story of the Black Devils, the True Forefathers of the Special Forces. Ballantine Books. ISBN:978-0-7394-6504-2.
- Ogburn, Charlton. (1956). The Marauders. New York. Harper & Brothers.
- Rankin، Nicholas (2008). Churchill's Wizards: The British Genius for Deception 1914–1945. Pennsylvania: Stackpole Books. ISBN:978-0-8117-3600-8.
- Stanton, Shelby. (1992) Rangers at War: Combat Recon in Vietnam, Presidio Press ISBN 978-0-345-48493-2

‌